# Masasteron clifton
Masasteron clifton là một loài nhện trong họ Zodariidae.
Loài này thuộc chi Masasteron. Masasteron clifton được Barbara C. Baehr miêu tả năm 2004.